# Silverdale (Lancashire)
Silverdale – wieś w Anglii, w hrabstwie Lancashire, w dystrykcie Lancaster. Leży 88 km na północny zachód od miasta Manchester i 347 km na północny zachód od Londynu. W 2001 miejscowość liczyła 1545 mieszkańców.